# John Abercrombie (musiker)
John Abercrombie, född 16 december 1944 i Port Chester, New York, död 22 augusti 2017  i Cortland, New York, var en amerikansk jazzgitarrist. Förutom sin solokarriär är han känd för sitt arbete med Billy Cobham, Jack DeJohnette och Brecker Brothers. Abercrombie har spelat in för Manfred Eichers skivbolag ECM. Hans musik rör sig ofta inom jazz fusion och post bop.
Abercrombie tog sin examen 1967 vid Berklee College of Music i Boston. Han blev tilldelad Berklee College of Music Distinguished Alumni Award år 1998. Abercrombies första anmärkningsvärda skivor var två album med jazzrockbandet Dreams år 1970. 
De olika grupperna Abercrombie har lett eller ingått i under åren inkluderar:
- Gateway, med basisten Dave Holland och trummisen Jack DeJohnette (mitten av 1970-talet och mitten av 1990-talet)
- duo med gitarristen Ralph Towner (började i mitten av 1970-talet och emellanåt i mitten 1990-talet)
- kvartett med pianisten Richie Beirach, basisten George Mraz och trummisen Peter Donald (slutet av 1970-talet till början av 1980-talet)
- trio med basisten Marc Johnson och trummisen Peter Erskine (mitten av 1980-talet till början av 1990-talet)
- trio med organisten Dan Wall och trummisen Adam Nussbaum (under 1990-talet)
- kvartett med violinisten Mark Feldman, basisten Marc Johnson och trummisen Joey Baron (i början av 2000)

## Diskografi
- 1974 - Timeless — med Jack DeJohnette & Jan Hammer
- 1977 - Characters
- 1978 - Arcade — kvartett med Richie Beirach
- 1979 - Straight Flight
- 1979 - Abercrombie Quartet — kvartett med Richie Beirach
- 1980 - M — kvartett med Richie Beirach
- 1984 - Night — med Jack DeJohnette, Jan Hammer & Michael Brecker
- 1985 - Current Events — med Marc Johnson & Peter Erskine
- 1987 - Getting There — med Marc Johnson, Peter Erskine & Michael Brecker
- 1988 - John Abercrombie/Marc Johnson/Peter Erskine
- 1989 - Animato — med Vince Mendoza & Jon Christensen
- 1992 - While We're Young — med Dan Wall & Adam Nussbaum
- 1993 - November — med Marc Johnson, Peter Erskine & John Surman
- 1994 - Speak of the Devil — med Dan Wall & Adam Nussbaum
- 1996 - Tactics — med Dan Wall & Adam Nussbaum
- 1999 - Open Land — med Dan Wall, Adam Nussbaum, Kenny Wheeler, Joe Lovano & Mark Feldman
- 2000 - Cat 'n' Mouse — med Mark Feldman, Marc Johnson & Joey Baron
- 2003 - Class Trip — med Mark Feldman, Marc Johnson & Joey Baron
- 2006 - Structures — trio med Eddie Gomez & Gene Jackson
- 2006 - Farewell — med George Mraz, Andy LaVerne & Adam Nussbaum
- 2007 - The Third Quartet — med Mark Feldman, Marc Johnson & Joey Baron

### MedGateway
- 1975 - Gateway
- 1977 - Gateway 2
- 1994 - Homecoming
- 1994 - In the Moment

### MedHenri Texier
- 1988 - Colonel Skopje

### MedRalph Towner
- 1976 - Sargasso Sea
- 1981 - Five Years Later

### Med Andy LaVerne
- 1994 - Nosmo King
- 1995 - Now It Can Be Played
- 1996 - Where We Were
- 2006 - A Nice Idea

### MedKenny Wheeler
- 1977 - Deer Wan
- 1990 - Music for Large & Small Ensembles
- 1990 - The Widow in the Window
- 2006 - It Takes Two!

### MedMarc Copland
- 1996 - Second Look
- 2002 - That's For Sure
- 2002 - ...And
- 2004 - Brand New

### MedJeff Palmer
- 1987 - Abracadabra
- 1993 - Ease On
- 1994 - Island Universe
- 1994 - Shades of the Pine
- 2001 - Bunin the Blues

### MedLonnie Smith
- 1993 - Afro Blue
- 1995 - Purple Haze: Tribute to Jimi Hendrix
- 1996 - Foxy Lady: Tribute to Jimi Hendrix

### Annat
- 1970 - Stark Reality Discovers Hoagy Carmichael's Music Shop — med Stark Reality
- 1980 - Eventyr — med Jan Garbarek & Nana Vasconcelos
- 1980 - 4 X 4 — McCoy Tyner
- 1982 - Drum Strum — med George Marsh
- 1982 - Solar — John Scofield
- 1986 - Witchcraft — med Don Thompson
- 1990 - Double Variations — Tim Brady
- 1990 - Live at Town Hall, vol. 2 — Jim Hall
- 1991 - Landmarks — Joe Lovano med Ken Werner, Marc Johnson & Bill Stewart
- 1991 - Brooklyn Blues — Danny Gottlieb med Jeremy Steig, Gil Golstein & Chip Jackson
- 1993 - Come Together: Guitar Tribute To The Beatles — med bland annat Toots Thielemans, Allan Holdsworth & Ralph Towner
- 1994 - Electricity — med Bob Brookmeyer och WDR Big Band
- 1994 - Emerald City — med Richie Beirach
- 1995 - Bush Crew — med Les Arbuckle
- 2000 - Water is Wide — Charles Lloyd
- 2000 - Sound of Surprise — Lee Konitz